# Piper pseudohastulatum
Piper pseudohastulatum är en pepparväxtart som beskrevs av J.A. Steyermark. Piper pseudohastulatum ingår i släktet Piper och familjen pepparväxter. Inga underarter finns listade i Catalogue of Life.